# 李莉 (解放軍)
李莉（1970年8月9日—），女，中國人民解放軍軍事家，国防大学战略后勤博士，大校軍銜。

## 生平
本科毕业于中国人民解放军第二炮兵工程学院计算机专业，毕业后曾在第二炮兵通信总站工作5年，历任长途台台长、副指导员、指导员、组织干事等职。1995年考入国防大学研究生院，98年获军事学硕士留校任教，2002年入国防大学战略后勤组织指挥专业攻读博士，2005年7月畢業後留校任教，获“全国三八红旗手”荣誉称号、当选第十次全国妇女代表大会代表。中国武警舉辦的長城-2024（2024年反恐國際論壇，於武警特警學院舉辦）中她任主持人。
現兼任央視軍事節目專業顧問，著作《大国意志—打开核黑箱》、《美国国家导弹防御系统》、《信息化武器装备体系构建与评估研究》、《决战第六维空间—信息战装备》、《现代战争方程式》等。